# Blackfriars (klasztor w Londynie)
Blackfriars – średniowieczny klasztor dominikanów w Londynie, istniejący od XIII do XVI w.; obecnie nazwę Blackfriars nosi obszar położony w centrum Londynu, w południowo-zachodniej części City of London.

## Historia

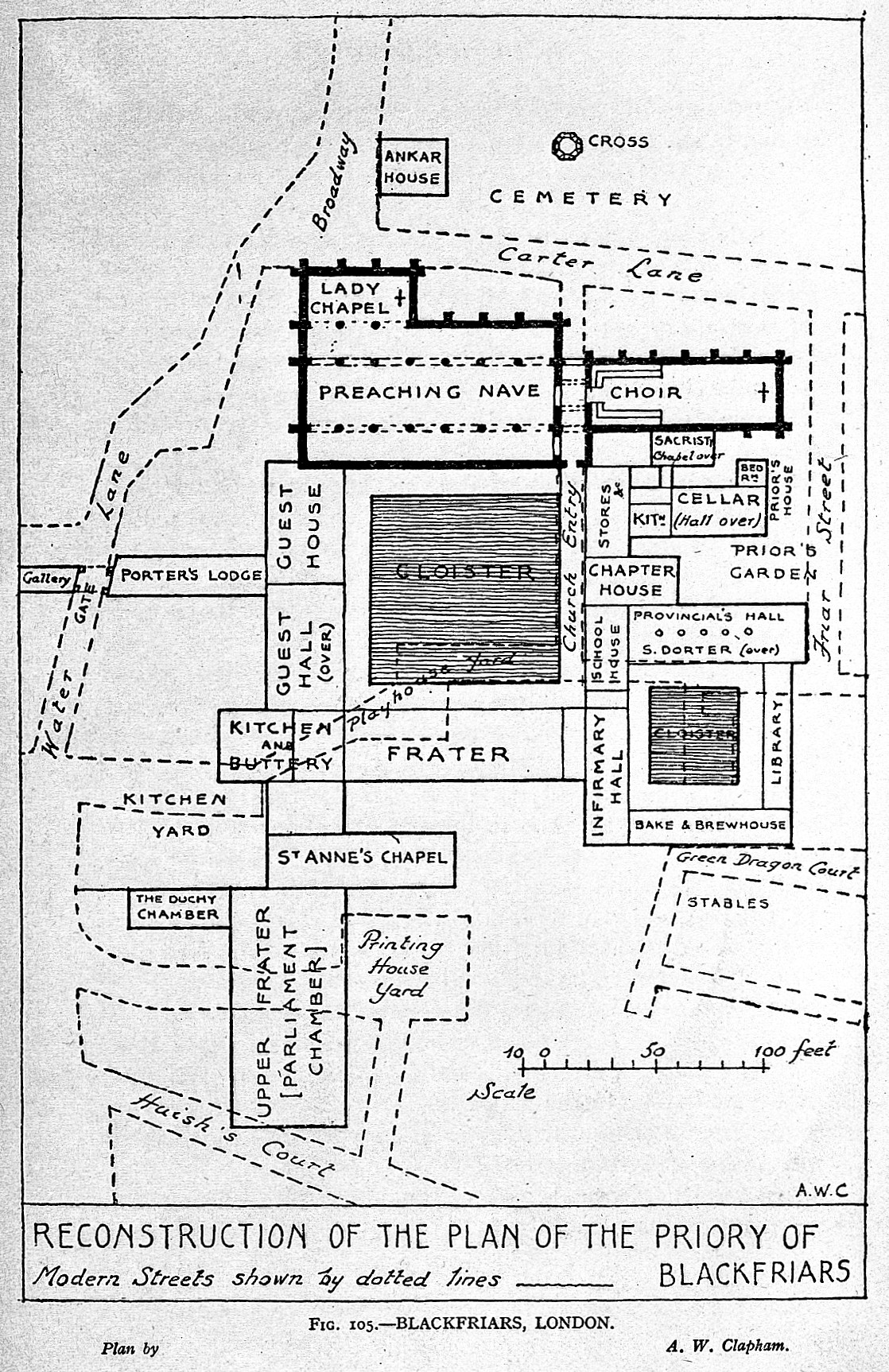
Rekonstrukcja planu klasztoru Blackfriars

Zakonnicy założyli ten klasztor w 1276, gdy przenieśli się z innej londyńskiej lokalizacji w Holborn, gdzie przebywali od 1221. Teren pod budowę oddał im burmistrz miasta, Gregory Rokesley, a wielkimi darczyńcami klasztoru byli także arcybiskup Canterbury Robert Kilwardby i król Anglii Edward I. Ten ostatni zgodził się, aby dominikanie zburzyli mury miejskie w rejonie budowy klasztoru, a także zapewnił budowę nowych murów obejmujących cały klasztor. Aby wznieść klasztor zburzono także dwie znajdujące się tu wcześniej warownie zbudowane za czasów Wilhelma Zdobywcy: wieżę Montfichet i zamek Baynard.
Klasztor był położony w zachodniej części Londynu nad Tamizą. Obejmował kościół stojący na wyniosłym brzegu Tamizy. Klasztor był bardzo obszerny, otoczony murem, a na jego teren prowadziły cztery bramy. Nazwa Blackfriars pochodzi od dominikanów, nazywanych „czarnymi braćmi” – black friars.
Klasztor był wykorzystywany jako miejsce ważnych zgromadzeń, zwłaszcza za panowania Henryka VIII Tudora: tu goszczony był podczas wizyty w Londynie cesarz Karol V Habsburg, w 1529 miała tu miejsce rozprawa rozwodowa Henryka VIII i Katarzyny aragońskiej, obradował tu też angielski parlament.
W kościele klasztornym pochowano m.in. Huberta de Burgh, fundatora klasztoru dominikanów w Holborn (jego grób przeniesiono tu wraz z klasztorem) i serce żony króla Edwarda I Eleonory kastylijskiej.
W listopadzie 1538 klasztor został zamknięty podczas akcji rozwiązywania klasztorów przeprowadzonej przez Henryka VIII.

## Po rozwiązaniu klasztoru

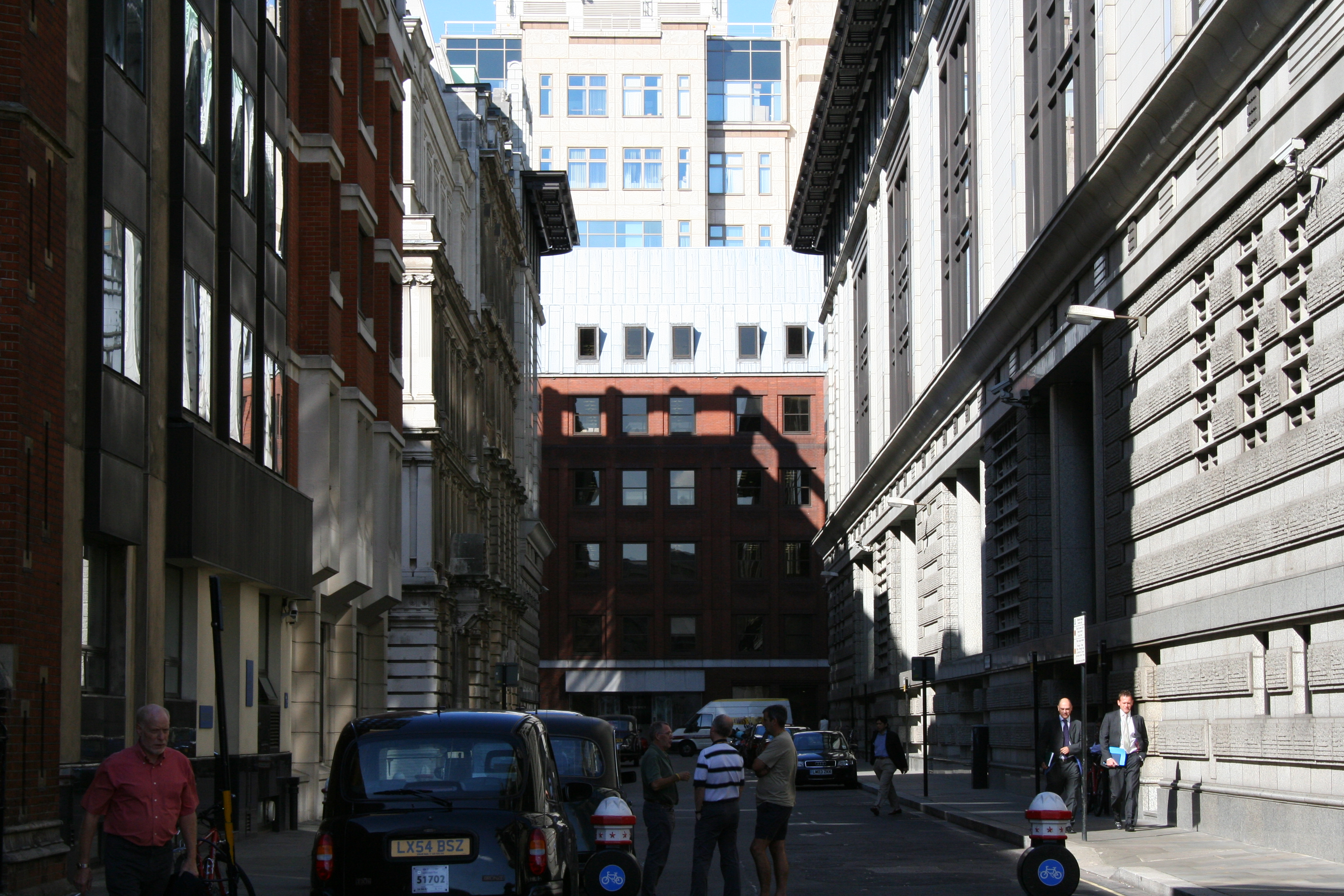
Fragment obecnego Blackfriars, John Carpenter Street

Mimo rozwiązania klasztoru, jego teren jeszcze przez dłuższy czas (do pierwszej połowy XVIII w.) był zwolniony spod kontroli miasta, choć to starało się o zniesienie tego przywileju. Następca Henryka VIII, Edward VI oddał jego zabudowania w ręce osób prywatnych. Dawny klasztor stał się miejscem przedstawień teatralnych (z czasem uruchomiono tutaj teatr Blackfriars) – trupy teatralne trafiły tu po usunięciu z miasta korzystając z wyjęcia tego terenu spod miejskiej jurysdykcji. Na początku XVII w. teren stał się modną dzielnicą mieszkaniową. W 1613 jeden z domów kupił tu William Szekspir; mieszkali tu w pierwszej połowie XVII w. m.in. Antoon van Dyck i Cornelius Jansen. Część dawnego kościoła została kościołem parafialnym, spłonął on podczas wielkiego pożaru Londynu w 1666. W pożarze tym zniszczone zostały także inne budynki dawnego klasztoru.
26 października 1623 doszło tu do wydarzenia znanego pod nazwą Fatal Vespers (dosłownie: „śmiertelne nieszpory”). Podczas odprawiania katolickiego nabożeństwa w znajdującym się na tym terenie domu ambasadora Francji pod modlącymi się na piętrze zawalił się strop; w efekcie zginęło kilkadziesiąt osób.
Nazwę Blackfriars nosi obecnie fragment City of London obejmujący miejsce dawnego klasztoru, jak i liczne zabudowania znajdujące się tutaj lub w bezpośrednim sąsiedztwie, m.in. dworzec kolejowy i most.